# Miconia phaeophylla
Miconia phaeophylla là một loài thực vật có hoa trong họ Mua. Loài này được Triana mô tả khoa học đầu tiên năm 1871.